# Холод, Борис Иванович
Борис Иванович Холод (3 января 1941 года в Сумской области — 2 ноября 2021 года, Днепр) — украинский общественный деятель, президент и основатель Университета имени Нобеля (первоначально ДАУБП), его первый ректор в 1993—1999 гг. Доктор экономических наук (1997), кандидат философских наук (1983), профессор (1999), заслуженный деятель науки и техники Украины. В конце 1990-х заместитель и первый заместитель министра образования и науки Украины. С 2000 по 2004 год глава Национального совета Украины по телевидению и радиовещанию. Госслужащий 1-го ранга (2001).
Родился в семье председателя колхоза и колхозницы.
Трудовую деятельность начал колхозником в 1957-59 гг. В 1961-66 гг. служил в армии.
Окончил Днепропетровский государственный университет, где учился в 1966-71 гг.
В 1993 году основал первое в Днепропетровской области частное высшее учебное заведение — Днепропетровскую академию управления, бизнеса и права, впоследствии Университет имени Альфреда Нобеля. Иностранный член РАЕН (2008). Почётный профессор. Его другом являлся Анатолий Задоя. Супруга Тамара (род. 1939) — врач; дочь Лилия (род. 1969), сын Сергей (род. 1978).
Награжден орденом «За заслуги» III степени, орденом Данилы Галицкого, знаком Государственной службы Украины «За добросовестный труд».
Автор более 180 научных работ, в числе которых: «Реформи в Україні: міфи і реальність», «Соціально-економічна система як простір управлінського саморозвитку», «Системний аналіз форм і методів управління соціально-економічними процесами».